# جنرال الکتریک جی‌ئی۹ایکس

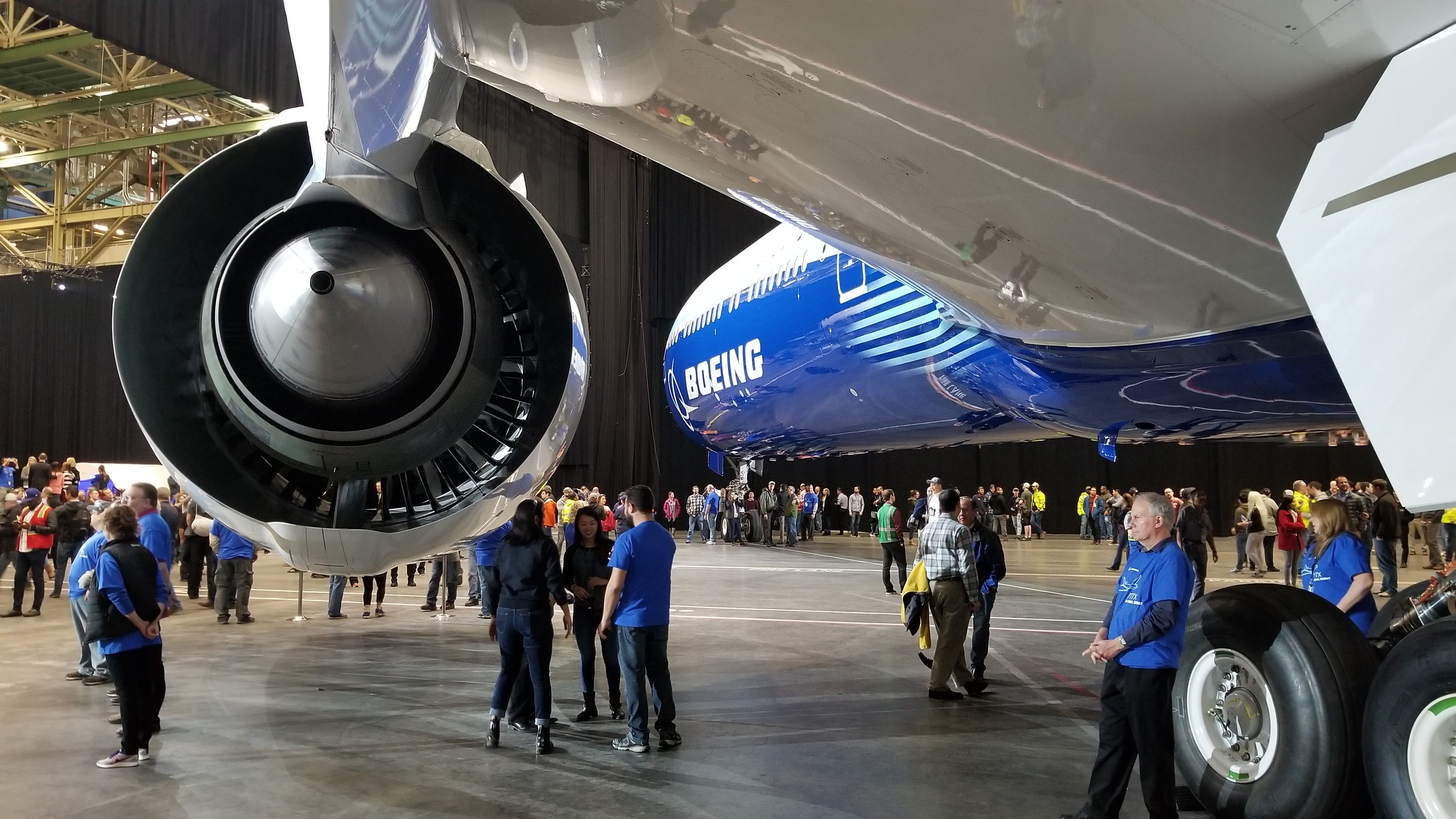
تصویری از عقب و بخش خروجی

جنرال الکتریک جی‌ئی۹ایکس (انگلیسی: General Electric GE9X) یک موتور جت توربوفن می‌باشد که توسط جی‌ئی اوییشن برای پروژه هواپیمای بوئینگ ۷۷۷ایکس توسعه یافته‌است. این موتور از موتور قبلی جنرال الکتریک جی‌ئی۹۰ توسعه یافته که نسبت به آن از کاهش مصرف سوخت و همچنین کاهش نویز بیشتری بهره می‌برد. این موتور با تولید ۱۳۴٬۳۰۰ پوند، نیروی پیش‌ران به عنوان بزرگترین موتور هواپیمای تجاری در رکوردهای جهانی گینس ثبت شده است.

## توسعه

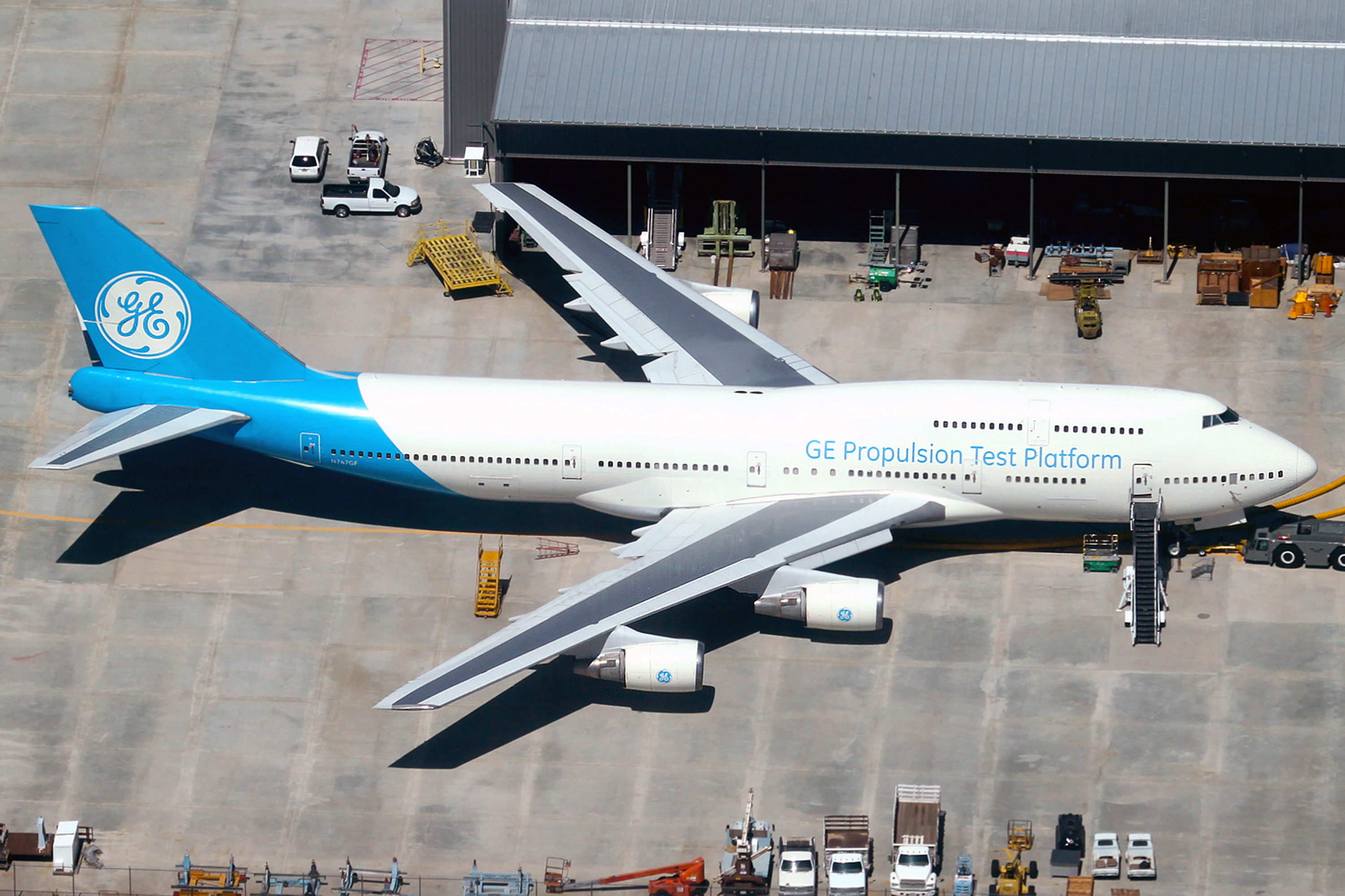
یک هواپیمای مجهز به موتور جنرال الکتریک جی‌ئی۹ایکس

در فوریه سال ۲۰۱۲ جنرال الکتریک خبر مطالعه بر روی نمونهٔ توسعه یافتهٔ جی‌ئی۹۰ با نام جی‌ئی۹ ایکس برای نیروبخشی به هواپیمای جدید بوئینگ ۷۷۷ایکس را منتشر کرد. قرار بود این موتور جدید از فنی با قطر مشابه با نمونهٔ جی‌ئی۹۰ سری ۱۱۵-بی (۳۲۰ سانتی‌متر) و نیروی پیشران ۹۹۵۰۰ پوند نیرو بهره ببرد. در پایان طراحی این موتور جدید قطر فنی برابر با ۳٫۴ متر و نیروی پیشرانی برابر با ۱۰۲ تا ۱۰۵ هزار پوند نیرو داشت.

### آزمون‌ها

#### اولین آزمون
اولین آزمون این موتور تازه در آوریل ۲۰۱۶ انجام گرفت. با ۳۷۵ سیکل استفاده و ۳۳۵ ساعت آزمون، معماری آن (به عنوان یک سیستم جدید) برای عملکرد آیرودینامیکی، خصوصیات مکانیکی سیستم و اعتبار سنجی حرارت هوای گرم مورد تأیید قرار گرفت.

#### آزمون هوای سرد
این موتور در زمستان ۲۰۱۷ آزمون‌های هوای سرد را پشت سر گذاشت. نمونهٔ اولیه موتور برای ۵۰ نوع آزمون آب و هوای سرد، مانند مه زمین یا شرایط یخ زدایی طبیعی، مورد استفاده قرار گرفت. ارزیابی نهایی و صدور گواهینامه در زمستان ۲۰۱۷–۲۰۱۸ در وینیپگ، مانیتوبا به پایان خواهد رسید.

#### آزمون پروازی
از آنجا که این موتور از موتور جی‌ئی۹۰ بزرگتر است، شرکت جنرال الکتریک ناچار به انجام برخی تغییرات بر روی بوئینگ ۷۴۷–۴۰۰ خود جهت انجام آزمون پروازی شد. این تغییرات شامل ساخت یک پیلون بزرگتر و استفاده از چرخ‌ها و لاستیک‌های بزرگتر برای بستر آزمون پروازی (بوئینگ ۷۴۷) بود. اولین آزمون پروازی این موتور در تاریخ ۱۳ مارس ۲۰۱۸ انجام شد.

## مشخصات فنی
| نوع          | ۱۰۵بی۱ای                                |
| ------------ | --------------------------------------- |
| نوع          | موتور توربوفن با کنارگذر بالا، دو محوره |
| کمپرسور      | ۱ فن، ۳ مرحله کم فشار، ۱۱ مرحله پرفشار  |
| توربین       | ۶ مرحله پر فشار، ۲ مرحله کم فشار        |
| قطر فن       | ۱۳۴ اینچ (۳۴۰ سانتیمتر)                 |
| نیروی برخاست | ۱۰۵٬۰۰۰ پوند-نیرو (۴۷۰ کیلونیوتن)       |
| نسبت کنارگذر | ۱۰:۱                                    |
| نسبت فشار    | ۶۰:۱                                    |

### برای مقایسه
رولز-رویس ترنت ایکس‌دابلیوبی

## نگارخانه

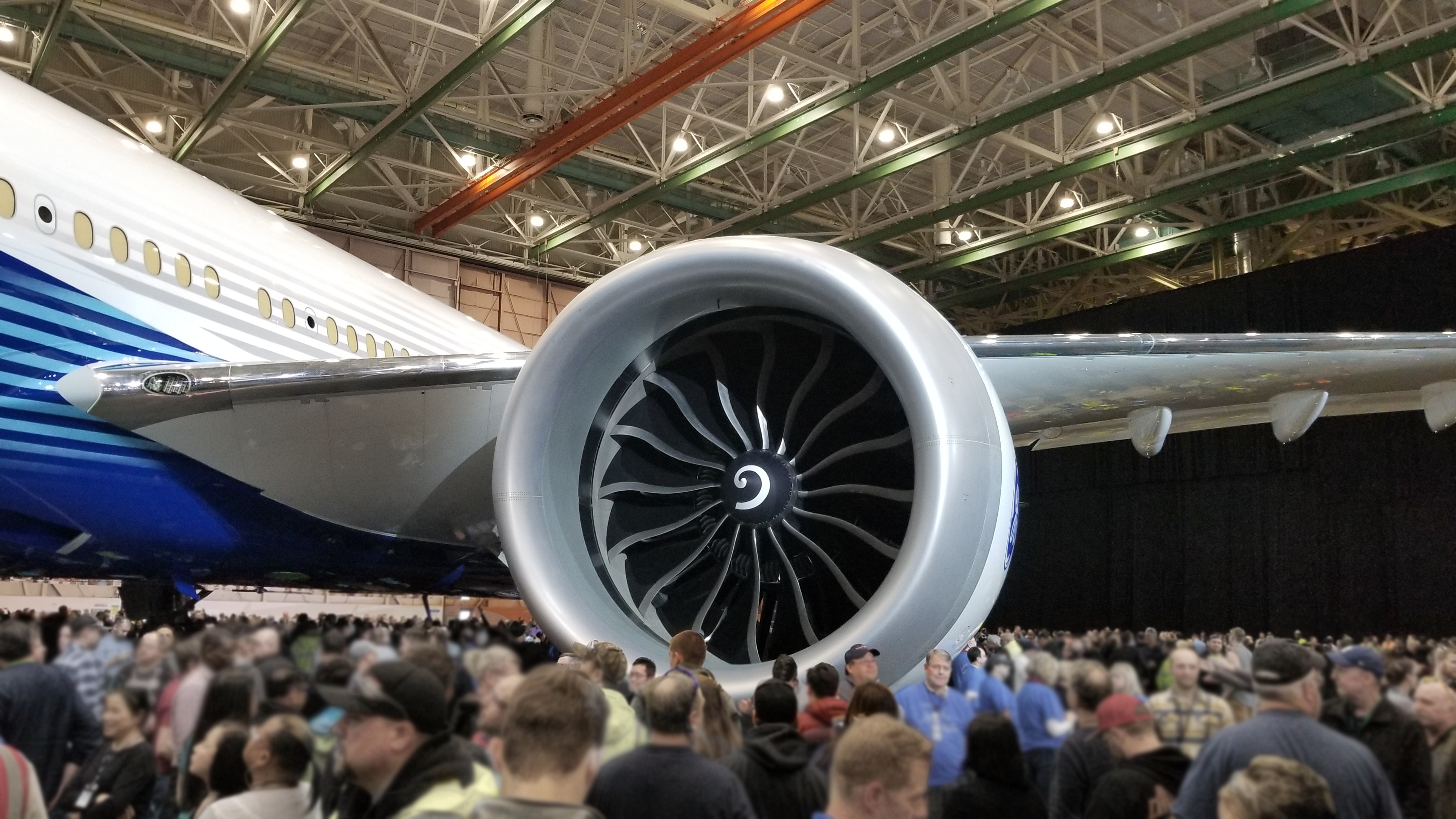
برش عرضی موتور جی‌ئی۹ ایکس